# Isòtops del neptuni
El neptuni (Np) no té cap isòtop estable. S'han caracteritzat 19 radioisòtops del neptuni, els més estables dels quals són el 237Np amb un període de semidesintegració de 2,14 milions d'anys, el 236Np amb un període de semidesintegració de 154.000 anys, i el 235Np amb un període de semidesintegració de 396,1 dies. La resta d'isòtops radioactius tenen períodes de semidesintegració de menys de 4,5 dies, i la majoria d'ells per sota dels 50 minuts. Aquest element té quatre metaestats, el més estable dels quals és el 236mNp (t½ 22,5 hores).
Els isòtops de neptuni varien en massa atòmica dels 225,0339 u del 225Np als 244,068 u del 244Np. El mode de desintegració primari abans de l'isòtop més estable és la captura electrònica (amb força emissió alfa), i el mode primari després és l'emissió beta. El producte de desintegració abans del 237Np són isòtops de l'element 92, l'urani (No obstant l'emissió alfa produeix element 91 protoactini) i el producte de desintegració després són isòtops de l'element 94 plutoni

## Neptuni 237
El 237Np es desintegra via la sèrie del neptuni a tal·li, a diferència de la majoria d'altres actínids, que es desintegren a isòtops del plom.
Recentment es va mostrar que el 225Np era capaç de sostenir una reacció en cadena amb neutrons ràpids, com en una arma nuclear. Això no obstant, té una baixa probabilitat de fissió per bombardejos amb neutrons tèrmics, fet que el fa poc adient com a combustible per a plantes nuclears.
El 237Np és l'únic isòtop del neptuni que es produeix en quantitat significativa en el cicle del combustible nuclear, per successives captures neutròniques sobre l'urani 235 i l'urani 236, o reaccions (n,2n) on el neutró ràpid colpeja ocasionalment un neutró solt de l'urani 238 o d'isòtops del plutoni. A llarg termini, el 237Np també forma americi 241 com a producte de desintegració.

## Taula
| Símbol del núclid | Z(p)                | N(n)                | massa isotòpica(u)  | període de semidesintegració | Espín nuclear | composició isotòpics representativa (fracció molar) | rang de variació natural (fracció molar) |
| Símbol del núclid | energia d'excitació | energia d'excitació | energia d'excitació | període de semidesintegració | Espín nuclear | composició isotòpics representativa (fracció molar) | rang de variació natural (fracció molar) |
| ----------------- | ------------------- | ------------------- | ------------------- | ---------------------------- | ------------- | --------------------------------------------------- | ---------------------------------------- |
| 225Np             | 93                  | 132                 | 225.03391(8)        | 3# ms [>2 µs]                | 9/2-#         |                                                     |                                          |
| 226Np             | 93                  | 133                 | 226.03515(10)#      | 35(10) ms                    |               |                                                     |                                          |
| 227Np             | 93                  | 134                 | 227.03496(8)        | 510(60) ms                   | 5/2-#         |                                                     |                                          |
| 228Np             | 93                  | 135                 | 228.03618(21)#      | 61.4(14) s                   |               |                                                     |                                          |
| 229Np             | 93                  | 136                 | 229.03626(9)        | 4.0(2) min                   | 5/2+#         |                                                     |                                          |
| 230Np             | 93                  | 137                 | 230.03783(6)        | 4.6(3) min                   |               |                                                     |                                          |
| 231Np             | 93                  | 138                 | 231.03825(5)        | 48.8(2) min                  | (5/2)(+#)     |                                                     |                                          |
| 232Np             | 93                  | 139                 | 232.04011(11)#      | 14.7(3) min                  | (4+)          |                                                     |                                          |
| 233Np             | 93                  | 140                 | 233.04074(5)        | 36.2(1) min                  | (5/2+)        |                                                     |                                          |
| 234Np             | 93                  | 141                 | 234.042895(9)       | 4.4(1) d                     | (0+)          |                                                     |                                          |
| 235Np             | 93                  | 142                 | 235.0440633(21)     | 396.1(12) d                  | 5/2+          |                                                     |                                          |
| 236Np             | 93                  | 143                 | 236.04657(5)        | 154(6)E+3 a                  | (6-)          |                                                     |                                          |
| 236mNp            | 60(50) keV          | 60(50) keV          | 60(50) keV          | 22.5(4) h                    | 1             |                                                     |                                          |
| 237Np             | 93                  | 144                 | 237.0481734(20)     | 2.144(7)E+6 a                | 5/2+          |                                                     |                                          |
| 238Np             | 93                  | 145                 | 238.0509464(20)     | 2.117(2) d                   | 2+            |                                                     |                                          |
| 238mNp            | 2300(200)# keV      | 2300(200)# keV      | 2300(200)# keV      | 112(39) ns                   |               |                                                     |                                          |
| 239Np             | 93                  | 146                 | 239.0529390(22)     | 2.356(3) d                   | 5/2+          |                                                     |                                          |
| 240Np             | 93                  | 147                 | 240.056162(16)      | 61.9(2) min                  | (5+)          |                                                     |                                          |
| 240mNp            | 20(15) keV          | 20(15) keV          | 20(15) keV          | 7.22(2) min                  | 1(+)          |                                                     |                                          |
| 241Np             | 93                  | 148                 | 241.05825(8)        | 13.9(2) min                  | (5/2+)        |                                                     |                                          |
| 242Np             | 93                  | 149                 | 242.06164(21)       | 2.2(2) min                   | (1+)          |                                                     |                                          |
| 242mNp            | 0(50)# keV          | 0(50)# keV          | 0(50)# keV          | 5.5(1) min                   | 6+#           |                                                     |                                          |
| 243Np             | 93                  | 150                 | 243.06428(3)#       | 1.85(15) min                 | (5/2-)        |                                                     |                                          |
| 244Np             | 93                  | 151                 | 244.06785(32)#      | 2.29(16) min                 | (7-)          |                                                     |                                          |